# Station Nowe Drezdenko
Station Nowe Drezdenko is een spoorwegstation in de Poolse plaats Drezdenko.